# Нью-Йорк 1927
Нью-Йоркський матч-турнір 1927 — одне з найбільших шахових змагань 1-ї половини XX століття, проходило з 19 лютого по 25 березня 1927 року. У ньому взяли участь 6 шахістів, у тому числі чемпіон світу Хосе Рауль Капабланка. Турнір складався з 4 кіл. Контроль часу — 2½ години на 40 ходів (замість звичайного для того часу контролю 2:00 на 30 ходів); черговість туру визначали за жеребом у день гри. Спочатку в умовах турніру був пункт про те, що переможець (або 2-й призер, якщо першим буде Капабланка) здобуде право на матч проти чемпіона світу. Це, однак, суперечило виклику, що його раніше надіслав Олександр Алехін — чемпіону світу. Напередодні турніру Алехін домігся анулювання цього пункту. У 3-му турі Капабланка захопив лідерство, зберігши його до кінця змагання — 14 очок, здобувши 8 перемог (без поразок), вигравши матчі у всіх суперників. 2-е місце посів Алехін — 11½ очка, 3-є — Арон Німцович — 10½.
Призом «за красу» відзначена партія Алехін — Маршалл.

## Грошові призи
- 1-й — 2000 доларів, Капабланка;
- 2-й — 1500 доларів, Алехін;
- 3-й — 1000 доларів, Німцович.

Спеціальні призи за найкращі партії турніру:
- 1-й — 125 доларів, Капабланка за партію проти Шпільманна у 3-му колі;
- 2-й — 100 доларів, Алехін за партію проти Маршалла у 4-му колі;
- 3-й — 75 доларів, Німцович за партію проти Маршалла у 4-му колі;
- 4-й — 50 доларів, Відмар за партію проти Німцовича у 2-му колі.

## Таблиця
| № | Учасник               | Країна    | 1 | 1 | 1 | 1 | 2 | 2 | 2 | 2 | 3 | 3 | 3 | 3 | 4 | 4 | 4 | 4 | 5 | 5 | 5 | 5 | 6 | 6 | 6 | 6 |  | + | − | =  | Очки | Місце |
| - | --------------------- | --------- | - | - | - | - | - | - | - | - | - | - | - | - | - | - | - | - | - | - | - | - | - | - | - | - |  | - | - | -- | ---- | ----- |
| 1 | Хосе Рауль Капабланка | Куба      |   |   |   |   | 1 | ½ | ½ | ½ | 1 | ½ | 1 | ½ | ½ | ½ | 1 | ½ | ½ | ½ | 1 | ½ | 1 | 1 | ½ | 1 |  | 8 | 0 | 12 | 14   | 1     |
| 2 | Олександр Алехін      | Франція   | 0 | ½ | ½ | ½ |   |   |   |   | ½ | 0 | 1 | ½ | ½ | ½ | ½ | ½ | 1 | ½ | ½ | 1 | ½ | 1 | ½ | 1 |  | 5 | 2 | 13 | 11½  | 2     |
| 3 | Арон Німцович         | Данія     | 0 | ½ | 0 | ½ | ½ | 1 | 0 | ½ |   |   |   |   | 1 | 0 | 0 | ½ | 1 | 1 | ½ | ½ | 1 | ½ | ½ | 1 |  | 6 | 5 | 9  | 10½  | 3     |
| 4 | Мілан Відмар          | Югославія | ½ | ½ | 0 | ½ | ½ | ½ | ½ | ½ | 0 | 1 | 1 | ½ |   |   |   |   | ½ | ½ | ½ | ½ | ½ | 0 | 1 | ½ |  | 3 | 3 | 14 | 10   | 4     |
| 5 | Рудольф Шпільман      | Австрія   | ½ | ½ | 0 | ½ | 0 | ½ | ½ | 0 | 0 | 0 | ½ | ½ | ½ | ½ | ½ | ½ |   |   |   |   | ½ | ½ | 1 | ½ |  | 1 | 5 | 14 | 8    | 5     |
| 6 | Френк Маршалл         | США       | 0 | 0 | ½ | 0 | 0 | ½ | 0 | ½ | 0 | ½ | ½ | 0 | ½ | 1 | 0 | ½ | ½ | ½ | 0 | ½ |   |   |   |   |  | 1 | 9 | 10 | 6    | 6     |